# Korma (Gericht)

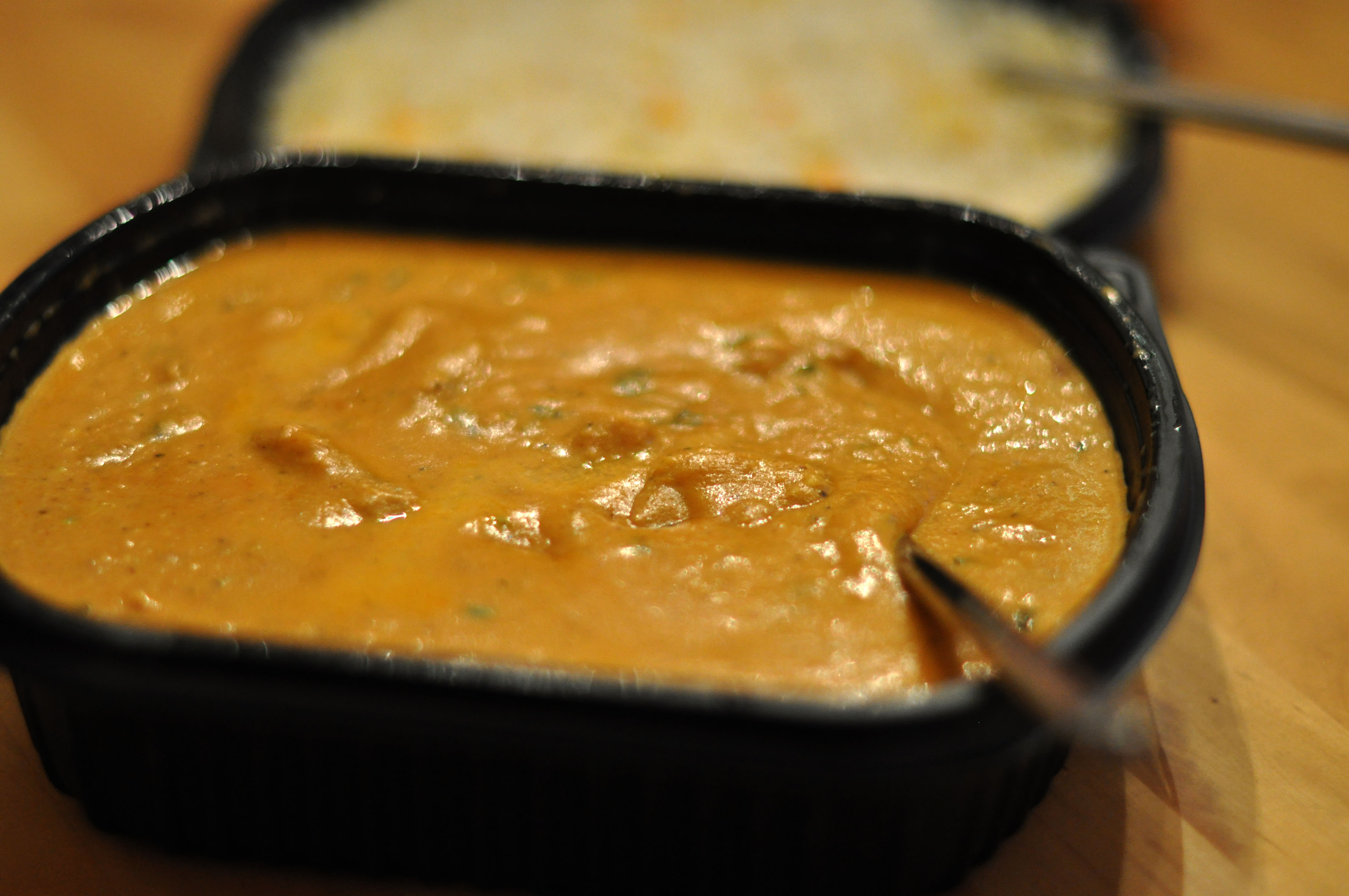
Lamm-Korma

Korma ist ein Gericht, das aus Südasien oder Zentralasien stammt und mit Joghurt, Sahne, Nuss- und Samenpasten oder Kokosmilch zubereitet werden kann. Es ist eine Art Curry.

## Etymologie und Geschichte
Das Wort Korma (persisch قورمه) stammt vom türkischen Verb für rösten/grillen, kavurmak, substantiviert kavurma, und ist unter der Herrschaft der Mogulherrscher in der Bedeutung „schmoren“ ins Hindi und Urdu eingegangen. Korma hat seine Wurzeln in der Küche der Moguln des heutigen Indien und Pakistan. Es ist ein charakteristisches indisches Gericht, das sich bis ins 16. Jahrhundert und zu den Feldzügen der Moguln in das heutige Nordindien, Pakistan und Bangladesch zurückverfolgen lässt. Klassisch wird ein Korma definiert als ein Gericht, in dem Fleisch oder Gemüse mit Wasser, Brühe und Joghurt geschmort wird. Dasselbe Verfahren wird für verschiedene Arten von Korma verwendet.
Der Geschmack eines Korma hängt von der Mischung der Gewürze ab, darunter gemahlener Koriander und Kreuzkümmel, kombiniert mit Joghurt, der langsam und vorsichtig mit den Fleischsäften vermengt wird. Die Temperatur darf nicht zu hoch sein, da der Joghurt sonst gerinnt. Traditionell wurde Korma in einem Topf auf sehr niedriger Flamme zubereitet, mit Holzkohle auf dem Deckel, um für eine allseitig umgebende Hitze zu sorgen. Ein Korma kann mild gewürzt oder scharf sein und kann Lamm, Huhn, Rind oder Wild enthalten; einige Kormas kombinieren Fleisch mit Gemüse wie Spinat und Rüben. Bei einigen Kormas wird auch der Begriff Shahi (Deutsch: Königlich) verwendet, um darauf aufmerksam zu machen, dass es sich um ein nicht alltägliches Gericht handelt. Das Korma ist ein prestigeträchtiges Gericht, eine Speise der Könige.

## Varianten

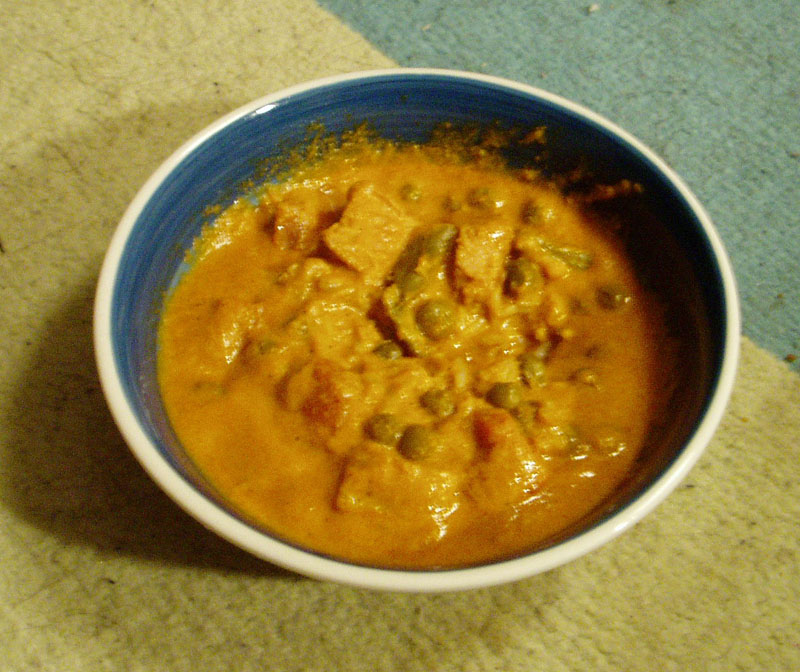
Vegetarisches Navratan-Korma

### Korma im Vereinigten Königreich
Im Vereinigten Königreich bezieht sich der Name Korma normalerweise nicht auf eine bestimmte Art zu kochen, sondern auf eine dicke, auf Sahne basierende Sauce oder Bratensauce. In den als Curry House bezeichneten indischen Restaurants im Vereinigten Königreich ist Korma höchstens leicht pikant und enthält oft Nüsse, gewöhnlich Mandeln oder Cashew-Kerne, und Kokos.

### Navratan Korma
Navratan Korma ist ein vegetarisches Korma, das mit Gemüse und Panir, einem indischen Käse, oder Nüssen zubereitet wird. "Navratan" bedeutet neun Edelsteine, was sich auf die neun verschiedenen Gemüsesorten im Rezept bezieht.

## Zubereitung

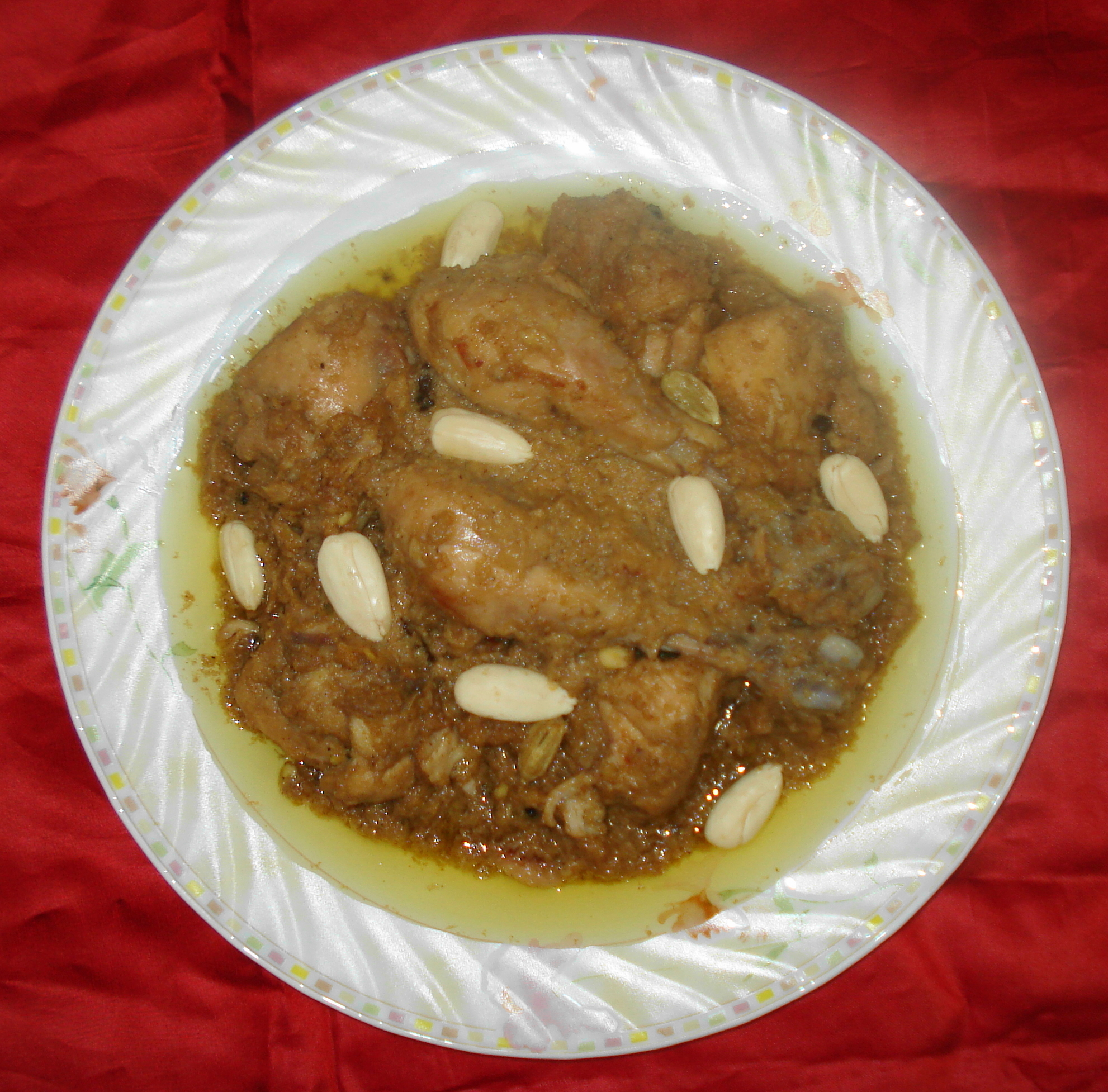
Pakistanisches Hühner-Korma

Nach Korma Art ist insofern vergleichbar mit anderen Schmor-Techniken, als dass das Fleisch oder Gemüse zunächst schnell gekocht oder bei starker Hitze scharf angebraten wird. Danach wird es langsam bei feuchter Hitze und unter geringer Zugabe weiterer Flüssigkeit gegart. Im Original wurde der Topf gegebenenfalls gegen Ende der Kochzeit mit Teig verschlossen. 
Hühnchen oder anderes Geflügel sollten gründlich mit der Gewürzmischung bedeckt oder mariniert werden. Danach erhitzt man sie gleichmäßig in Speiseöl oder Ghee bei einer Temperatur, die hoch genug ist, um sie vollständig zu garen. Nach einer gewissen Abkühlzeit können Joghurt und/oder Sahne hinzugefügt werden. Lamm muss jedoch zunächst scharf angebraten werden, um die gesamte Oberfläche zu bräunen, anschließend wird es bei gleichbleibend niedriger Temperatur geschmort. Das verhindert, dass das Lammfleisch zäh wird, was besonders dann ein Problem sein kann, wenn eine große Menge auf einmal zubereitet wird; Temperaturunterschiede sind schwierig, wenn die Mischung stehengelassen wird. Es ist üblicherweise recht schwer, diese niedrige Kochtemperatur zu erreichen.
Beim Korma kann auch eine Technik zum Einsatz kommen, die man bagar nennt: zu einem fortgeschrittenen Zeitpunkt der Zubereitung mischt man Gewürze mit erhitztem Ghee und kombiniert diese mit der Sauce, die durch das Schmoren entstanden ist; man verschließt die Pfanne dann mit einem Deckel und schüttelt sie, um Dampf freizusetzen und den Inhalt zu vermischen. 
Es gibt eine große Vielfalt spezieller Korma-, aber auch anderer „Curry“-Rezepte. Oft werden Chilli und Ingwer genutzt. Die jeweilige Mischung erzeugt einen sehr unterschiedlichen Geschmack. So können zum Beispiel Lorbeerblätter oder getrocknete Kokosnuss hinzugefügt werden, letztere besonders bei südindischen Rezepten.
Ein Korma pilau (Pilaw) ist ein Gericht aus Reis und Fleisch, das mit geschmortem Fleisch zubereitet wird.